# Aila (Vorname)
Aila ist ein überwiegend in Fennoskandinavien verbreiteter weiblicher Vorname samischen Ursprungs. Es handelt sich wahrscheinlich um eine samische Form des schwedischen Namens Helga mit der Bedeutung „heilig“.
Ein ähnlicher Vorname ist das aus dem Türkischen stammende Ayla.